# 曹淑 (三国)
平原懿公主曹淑（232年—232年2月15日）是三国时期曹魏第二位皇帝魏明帝曹叡的女儿，太和六年（232年）正月甲戌日去世，没有满月就夭折。明帝极为悲痛，追谥曹淑为平原懿公主，建庙于洛阳，安葬南陵。命母亲甄皇后已死的侄孙甄黄与曹淑合葬冥婚，追封甄黄为侯，并为甄黄选嗣，承袭爵位。曹叡想要亲自为爱女送葬，之后再前往许昌。陈群、杨阜劝谏，曹叡不听。